# Ши Ицзе
Ши Ицзе (кит. 史怡婕; род. 17 июля 2000 года, Чэньчжоу, Хунань, Китай) — китайская парадзюдоистка. Чемпионка летних Паралимпийских игр 2024 года в Париже.

## Биография
5 сентября 2024 года приняла участие на летних Паралимпийских играх 2024 в Париже и стала Паралимпийской чемпионкой в весовой категории до 57 кг (класс J1). В четвертьфинале победила узбекскую дзюдоистку Улжон Амриеву, в полуфинале — канадку Присциллу Ганье, в финале — американку Марию Лиану Мутиа.

## Спортивные результаты
| Год  | Турнир                          | Место проведения | Категория    | Место |
| ---- | ------------------------------- | ---------------- | ------------ | ----- |
| 2023 | Азиатские Параигры 2022         | Ханчжоу          | до 57 кг, J1 | 1     |
| 2024 | Летние Паралимпийские игры 2024 | Париж            | до 57 кг, J1 | 1     |